# 埃拉泽省
埃拉泽省（Elâzığ；舊稱，库尔德语：‎）是位於土耳其中東部安那托利亞地區的一个省，陆地面积9,153km²，當中有826 km²是儲水塘或天然湖泊。首府位於埃拉泽。著名的幼发拉底河就发源于该省。根據2010年人口統計，全省人口有568,753人，分成11個縣。現任省長為Muammer Erol，2006年起任職。
2010年3月8日，當地卡拉考昌縣發生6級淺層強烈地震，造成57人死亡。

## 分區
埃拉泽省分為11個縣（或區），首府位於埃拉泽（粗體）：
- Ağın
- 阿勒察卡也（Alacakaya）
- Arıcak
- Baskil
- 埃拉泽（Elâzığ）
- 卡拉考昌（Karakoçan）
- 凱班
- Kovancılar
- Maden
- Palu
- Sivrice